# Jardin plume
Le jardin plume est un jardin constitué de plantes vivaces à fleurs et de graminées, situé à Auzouville-sur-Ry, dans le département de la Seine-Maritime, à 25 km à l'est de Rouen.

## Objet
Le jardin plume a été créé par Sylvie et Patrick Quibel à partir de 1997. Il a reçu label « jardin remarquable ». Le jardin est un équilibre parfait entre une structure forte, inspirée des jardins classiques français et des plantations très inspirées par la nature.